# 가디언 (데이터베이스)
가디언(Guardian Threat Tracking System)은 미국 FBI가 테러 용의자들을 감시하는 명단이다.
2007년 8월 21일, 미국 국방부는 테러 용의자가 아니라 단순히 정치적 견해가 다른 이들까지 감시목록에 올려 문제가 제기된 국방부의 탤론 (데이터베이스)을 폐기하고, 법무부 가디언에 업무를 이전했다고 발표했다.

## 같이 보기
- 테러와의 전쟁